# Los Reyes, Camargo
Los Reyes är en ort i Mexiko.   Den ligger i kommunen Camargo och delstaten Chihuahua, i den nordvästra delen av landet, 1 100 km nordväst om huvudstaden Mexico City. Los Reyes ligger 1 220 meter över havet och antalet invånare är 295.
Terrängen runt Los Reyes är platt åt nordost, men åt sydväst är den kuperad. Runt Los Reyes är det mycket glesbefolkat, med 3 invånare per kvadratkilometer. Närmaste större samhälle är Ciudad Camargo, 6,1 km söder om Los Reyes. Omgivningarna runt Los Reyes är i huvudsak ett öppet busklandskap.